# Pagongsoran
Pagongsoran is een bestuurslaag in het regentschap Pemalang van de provincie Midden-Java, Indonesië. Pagongsoran telt 4030 inwoners (volkstelling 2010).